# Yohane Suzgo Nyirenda
Yohane Suzgo Nyirenda (* 20. Juni 1976 in Wozi, Distrikt Mzimba, Northern Region) ist ein malawischer römisch-katholischer Geistlicher und Bischof von Mzuzu.

## Leben
Yohane Suzgo Nyirenda besuchte die Grundschule in Wozi, die St. Paul’s Full Primary School und die Chasato Full Primary School in Nkhotakota sowie von 1994 bis 1998 die Munjiri Community Day Secondary School in Mzimba. Von 2000 bis 2003 studierte er Philosophie am interdiözesanen Priesterseminar St. Anthony in Kachebere und von 2004 bis 2007 Katholische Theologie am interdiözesanen Priesterseminar St. Peter in Zomba. Nyirenda wurde am 19. Mai 2007 in der Kathedrale Sacred Heart in Zomba zum Diakon geweiht und empfing am 19. Juli 2008 in der Pfarrkirche St. Paul in Mzimba das Sakrament der Priesterweihe für das Bistum Mzuzu.
Nyirenda war zunächst als Pfarrvikar in Katete (2008–2010) und in Mzambazi (2010–2014) tätig, bevor er Pfarrer der Pfarrei St. Augustine wurde. Von 2012 bis 2017 war er zudem für die Berufungspastoral im Bistum Mzuzu verantwortlich. Anschließend leitete Nyirenda das Christ the King Formation Centre in Rumphi. Daneben erwarb er 2018 an der Katholischen Universität von Ostafrika in Nairobi ein Diplom im Fach Kanonisches Recht und 2019 am Lumen Christi Institute in Arusha ein Diplom in religiöser Bildung und Spiritualität. Ab 2019 fungierte Nyirenda als Rektor des Kasina Spiritual Formation Center in Dedza.
Am 5. Mai 2023 ernannte ihn Papst Franziskus zum Titularbischof von Catrum und zum Weihbischof in Mzuzu. Der Bischof von Mzuzu, John Alphonsus Ryan SPS, spendete ihm am 5. August desselben Jahres die Bischofsweihe; Mitkonsekratoren waren der Erzbischof von Lilongwe, George Desmond Tambala OCD, der Erzbischof von Blantyre, Thomas Luke Msusa SMM, sowie der Bischof von Karonga, Martin Anwel Mtumbuka.
Am 1. April 2025 ernannte ihn Papst Franziskus zum Bischof von Mzuzu. Die Amtseinführung fand am 3. Mai desselben Jahres statt.